# 73. ceremonia wręczenia Oscarów
73. ceremonia rozdania Oscarów odbyła się 25 marca 2001 w Shrine Auditorium w Los Angeles.

## Wykonawcy piosenek
- „My Funny Friend and Me” – Sting (zapowiedziany przez Halle Berry)
- „A Love Before Time” – Coco Lee (zapowiedziana przez Julię Stiles)
- „A Fool in Love” – Randy Newman oraz Susanna Hoffs (zapowiedziani przez Sarah Jessicę Parker)
- „I've Seen It All” – Björk (zapowiedziana przez Winonę Ryder)
- „Things Have Changed” – Bob Dylan (z Australii) (zapowiedziany przez Jennifer Lopez)

## Laureaci

### Najlepszy film
- Douglas Wick, David Franzoni, Branko Lustig – Gladiator
- David Brown, Kit Golden i Leslie Holleran – Czekolada
- Danny DeVito, Michael Shamberg, Stacey Sher – Erin Brockovich
- Edward Zwick, Marshall Herskovitz, Laura Bickford – Traffic
- William Kong, Li-Kong Hsu, Ang Lee – Przyczajony tygrys, ukryty smok

### Najlepszy aktor
- Russell Crowe – Gladiator
- Javier Bardem – Zanim zapadnie noc
- Tom Hanks – Cast Away: Poza światem
- Ed Harris – Pollock
- Geoffrey Rush – Zatrute pióro

### Najlepszy aktor drugoplanowy
- Benicio del Toro – Traffic
- Jeff Bridges – Ukryta prawda
- Albert Finney – Erin Brockovich
- Joaquin Phoenix – Gladiator
- Willem Dafoe – Cień wampira

### Najlepsza aktorka
- Julia Roberts – Erin Brockovich
- Juliette Binoche – Czekolada
- Joan Allen – Ukryta prawda
- Ellen Burstyn – Requiem dla snu
- Laura Linney – Możesz na mnie liczyć

### Najlepsza aktorka drugoplanowa
- Marcia Gay Harden – Pollock
- Kate Hudson – U progu sławy
- Frances McDormand – U progu sławy
- Julie Walters – Billy Elliot
- Judi Dench – Czekolada

### Najlepsza scenografia
- Tim Yip – Przyczajony tygrys, ukryty smok
- Arthur Max, Crispian Sallis – Gladiator
- Michael Corenblith, Merideth Boswell – Grinch: Świąt nie będzie
- Martin Childs; Jill Quertier – Zatrute pióro
- Jean Rabasse, Françoise Benoît-Fresco – Vatel

### Najlepsze zdjęcia
- Peter Pau – Przyczajony tygrys, ukryty smok
- John Mathieson – Gladiator
- Lajos Koltai – Malena
- Roger Deakins – Bracie, gdzie jesteś?
- Caleb Deschanel – Patriota

### Najlepsze kostiumy
- Janty Yates – Gladiator
- Anthony Powell – 102 dalmatyńczyki
- Rita Ryack – Grinch: Świąt nie będzie
- Jacqueline West – Zatrute pióro
- Tim Yip – Przyczajony tygrys, ukryty smok

### Najlepsza reżyseria
- Steven Soderbergh – Traffic
- Stephen Daldry – Billy Elliot
- Steven Soderbergh – Erin Brockovich
- Ridley Scott – Gladiator
- Ang Lee – Przyczajony tygrys, ukryty smok

### Pełnometrażowy film dokumentalny
- Mark Jonathan Harris, Deborah Oppenheimer – Wśród obcych

### Krótkometrażowy film dokumentalny
- Tracy Seretean – Big Mama

### Najlepszy montaż
- Stephen Mirrione – Traffic
- Joe Hutshing; Saar Klein – U progu sławy
- Pietro Scalia – Gladiator
- Dede Allen – Cudowni chłopcy
- Tim Squyres – Przyczajony tygrys, ukryty smok

### Najlepszy film nieanglojęzyczny
- Tajwan – Przyczajony tygrys, ukryty smok, reż. Ang Lee
- Meksyk – Amores perros, reż. Alejandro González Iñárritu
- Francja – Gusta i guściki, reż. Agnès Jaoui
- Belgia – Wszyscy są sławni, reż. Dominique Deruddere
- Czechy – Musimy sobie pomagać, reż. Jan Hřebejk

### Najlepsza charakteryzacja
- Rick Baker; Gail Ryan – Grinch: Świąt nie będzie
- Michèle Burke, Edouard F. Henriques – Cela
- Ann Buchanan, Amber Sibley – Cień wampira

### Najlepsza muzyka
- Tan Dun – Przyczajony tygrys, ukryty smok
- Rachel Portman – Czekolada
- Hans Zimmer – Gladiator
- Ennio Morricone – Malena
- John Williams – Patriota

### Najlepsza piosenka
- „Things Have Changed – Cudowni chłopcy – Bob Dylan
- „I've Seen It All” – Tańcząc w ciemnościach – muzyka: Björk; słowa: Lars von Trier, Sjón Sigurdsson
- „My Funny Friend and Me” – Nowe szaty króla – muzyka: Sting, David Hartley; słowa: Sting
- „A Fool in Love” – Poznaj mojego tatę – Randy Newman
- „A Love Before Time” – Przyczajony tygrys, ukryty smok – muzyka: Jorge Calandrelli, Tan Dun; słowa: James Schamus

### Najlepszy dźwięk
- Scott Millan, Bob Beemer, Ken Weston – Gladiator
- Randy Thom, Tom Johnson, Dennis S. Sands, William B. Kaplan – Cast Away: Poza światem
- Kevin O’Connell, Greg P. Russell, Lee Orloff – Patriota
- John T. Reitz, Gregg Rudloff, David E. Campbell, Keith A. Wester – Gniew oceanu
- Steve Maslow, Gregg Landaker, Rick Kline, Ivan Sharrock – U-571

### Najlepszy montaż dźwięku
- Jon Johnson – U-571
- Alan Robert Murray, Bub Asman – Kosmiczni kowboje

### Najlepsze efekty specjalne
- John Nelson, Neil Corbould, Tim Burke, Rob Harvey – Gladiator
- Scott E. Anderson, Craig Hayes, Scott Stokdyk, Stan Parks – Człowiek widmo
- Stefen Fangmeier, Habib Zargarpour, John Frazier, Walt Conti – Gniew oceanu

### Krótkometrażowy film animowany
- Michaël Dudok de Wit – Ojciec i córka

### Krótkometrażowy film aktorski
- Florian Gallenberger – Quiero Ser (I Want To Be...)

### Najlepszy scenariusz oryginalny
- Cameron Crowe – U progu sławy
- Lee Hall – Billy Elliot
- Susannah Grant – Erin Brockovich
- David Franzoni, John Logan, William Nicholson – Gladiator
- Kenneth Lonergan – Możesz na mnie liczyć

### Najlepszy scenariusz adaptowany
- Stephen Gaghan – Traffic
- Robert Nelson Jacobs – Czekolada
- Ethan Coen, Joel Coen – Bracie, gdzie jesteś?
- Hui-Ling Wang(inne języki), James Schamus, Kuo Jung Tsai(inne języki) – Przyczajony tygrys, ukryty smok
- Steve Kloves – Cudowni chłopcy

### Oscar Honorowy
- Jack Cardiff
- Ernest Lehman

### Nagroda im. Irvinga G. Thalberga
- Dino De Laurentiis